# Sertularella simplex
Sertularella simplex is een hydroïdpoliep uit de familie Sertulariidae. De poliep komt uit het geslacht Sertularella. Sertularella simplex werd in 1873 voor het eerst wetenschappelijk beschreven door Hutton.